# Andrew Dismukes
Andrew Vincent Dismukes, född 21 juni 1995 i Houston i Texas, är en amerikansk komiker, manusförfattare och skådespelare. Sedan 2020 är han en del av skådespelarensemblen i sketchprogrammet Saturday Night Live.

## Karriär
Dismukes växte upp i Port Neches i Texas och avlade examen vid University of Texas i Austin 2017. Under studietiden började han med stand-up.
Han började arbeta för Saturday Night Live som manusförfattare 2017 och 2020 blev han en av skådespelarna i ensemblen.